# Blue Man Group
I Blue Man Group sono un gruppo musicale e di performance art fondato nel 1987 a New York da tre compagni di università, Phil Stanton, Chris Wink e Matt Goldman.

## Storia
I membri originari non partecipano più agli spettacoli del gruppo che è diventato negli anni una sorta di network artistico diffuso in varie nazioni, oltre che una casa di produzione con spettacoli residenti in vari teatri sparsi per il mondo.
Questi sono caratterizzati dalla presenza di tre uomini (chiamati Blue Men) con delle maschere in lattice blu che ne nascondono i capelli e le orecchie. I Blue Men si comportano come dei mimi che utilizzano varie percussioni "improvvisate" e strumenti autocostruiti come il PVC pipe instrument, riproducendo visivamente i suoni prodotti dalla band.
Le città in cui vi sono gli spettacoli permanenti sono Boston, Chicago, Las Vegas, New York, Orlando e la città europea Berlino.
Le performance del Blue Man Group sono state incluse in molte serie TV o spettacoli musicali.

## Formazione
- Phil Stanton
- Chris Wink
- Matt Goldman

## Discografia parziale

### Album in studio
- 1999 - Audio
- 2003 - The Complex
- 2016 - Three

### Album dal vivo
- 2003 - The Complex Rock Tour Live
- 2006 - Live at the Venetian, Las Vegas
- 2008 - How to Be a Megastar Live!

### EP
- 2003 - The Current
- 2006 - Last Train to Trancentral
- 2012 - Shake Your Euphemism

### Singoli
- 2003 - The Current (con Gavin Rossdale)
- 2003 - Sing Along  (con Dave Matthews)
- 2003 - The Complex Sampler
- 2003 - I Feel Love (con Venus Hum)
- 2008 - Canta conmigo
- 2016 - Giacometti
- 2016 - Hex Suit

## Videografia
- 2000 - Audio
- 2003 - The Complex Rock Tour (Live)
- 2006 - Inside The Tube
- 2008 - How To Be A Megastar Live!